# Janez Šušteršič
Janez Šušteršič (ur. 29 grudnia 1966 w Lublanie) – słoweński ekonomista, nauczyciel akademicki i polityk, w latach 2012–2013 minister finansów.

## Życiorys
W 1990 ukończył studia ekonomiczne na Uniwersytecie Lublańskim, kształcił się też na Uniwersytecie Zuryskim. Na macierzystej uczelni w 1999 uzyskał doktorat na podstawie pracy poświęconej gospodarczym aspektom transformacji ustrojowej. Autor publikacji naukowych. Został nauczycielem akademickim, wykładał politykę ekonomiczną i ekonomikę integracji europejskiej m.in. na Univerza na Primorskem oraz na uczelniach w Celje i Novej Goricy. Od 2001 do 2007 kierował państwowym biurem zajmującym się analizami makroekonomicznymi (UMAR), od 2005 do 2007 był też wiceprzewodniczącym jednego z organów doradczych Rady Unii Europejskiej do spraw polityki ekonomicznej. Był także jednym z założycieli słoweńskiego forum makroekonomicznego (SMF).
Na przełomie 2010 i 2011 zaangażował się w niezależny ruch Resetirati Slovenijo Gregora Viranta, następnie wstąpił do jego ugrupowania (przemianowanego na Listę Obywatelską). W 2011 został wiceprezesem partii i kandydatem w wyborach. 10 lutego 2012 powołany na stanowisko ministra finansów w drugim rządzie Janeza Janšy. W styczniu 2013 zrezygnował z funkcji po wyjściu partii z koalicji rządowej.